# Liste der Kulturdenkmale in Niedergohlis
Die Liste der Kulturdenkmale in Niedergohlis umfasst sämtliche Kulturdenkmale der Dresdner Gemarkung Niedergohlis. Straßen und Plätze in der Gemarkung Niedergohlis sind in der Liste der Straßen und Plätze in Niedergohlis aufgeführt.

## Legende
- Bild: Bild des Kulturdenkmals, ggf. zusätzlich mit einem Link zu weiteren Fotos des Kulturdenkmals im Medienarchiv Wikimedia Commons. Wenn man auf das Kamerasymbol klickt, können Fotos zu Kulturdenkmalen aus dieser Liste hochgeladen werden:
- Bezeichnung: Denkmalgeschützte Objekte und ggf. Bauwerksname des Kulturdenkmals
- Lage: Straßenname und Hausnummer oder Flurstücknummer des Kulturdenkmals. Die Grundsortierung der Liste erfolgt nach dieser Adresse. Der Link (Karte) führt zu verschiedenen Kartendiensten mit der Position des Kulturdenkmals. Fehlt dieser Link, wurden die Koordinaten noch nicht eingetragen. Sind diese bekannt, können sie über ein Tool mit einer Kartenansicht einfach nachgetragen werden. In dieser Kartenansicht sind Kulturdenkmale ohne Koordinaten mit einem roten bzw. orangen Marker dargestellt und können durch Verschieben auf die richtige Position in der Karte mit Koordinaten versehen werden. Kulturdenkmale ohne Bild sind an einem blauen bzw. roten Marker erkennbar.
- Datierung: Baubeginn, Fertigstellung, Datum der Erstnennung oder grobe zeitliche Einordnung entsprechend des Eintrags in der sächsischen Denkmaldatenbank
- Beschreibung: Kurzcharakteristik des Kulturdenkmals entsprechend des Eintrags in der sächsischen Denkmaldatenbank, ggf. ergänzt durch die dort nur selten veröffentlichten Erfassungstexte oder zusätzliche Informationen
- ID: Vom Landesamt für Denkmalpflege Sachsen vergebene, das Kulturdenkmal eindeutig identifizierende Objekt-Nummer. Der Link führt zum PDF-Denkmaldokument des Landesamtes für Denkmalpflege Sachsen. Bei ehemaligen Kulturdenkmalen können die Objektnummern unbekannt sein und deshalb fehlen bzw. die Links von aus der Datenbank entfernten Objektnummern ins Leere führen. Ein ggf. vorhandenes Icon  führt zu den Angaben des Kulturdenkmals bei Wikidata.

## Liste der Kulturdenkmale in Niedergohlis
| Bild           | Bezeichnung | Lage                        | Datierung                                                                     | Beschreibung | ID       |
| -------------- | --- | --------------------------- | ----------------------------------------------------------------------------- | --- | -------- |
| Weitere Bilder | Wohnstallhaus, Seitengebäude, Scheune, Einfriedungsmauer und Pfeiler der Hofeinfahrt eines Dreiseithofes       | Dorfstraße 1 (Karte)        | bez. 1834 (Wohnstallhaus); bez. 1882 (Scheune)                                | Wohnstallhaus mit Fachwerk im Obergeschoss, Hof als Zeugnis ländlicher Architektur und Volksbauweise seiner Zeit baugeschichtlich bedeutend und als größter Hof von Gohlis zudem von Belang für die Ortsgeschichte | 09275269 |
| Weitere Bilder | Bauernhaus mit Hofeinfahrt                                                                                     | Dorfstraße 8 (Karte)        | 1. Hälfte 19. Jahrhundert (Bauernhaus)                                        | giebelständiger Bau mit holzverschaltem Obergeschoss und Krüppelwalmdach, Anlage als Zeugnis ländlicher Architektur und Volksbauweise seiner Zeit baugeschichtlich bedeutend und als Teil des historischen Dorfkerns von Niedergohlis zudem von Belang für die Ortsgeschichte                                                 | 09275271 |
| Weitere Bilder | Wohnhaus, Vorgarteneinfriedung und Hofeinfahrt                                                                 | Dorfstraße 10 (Karte)       | 1. Hälfte 19. Jahrhundert (Bauernhaus)                                        | Haupthaus mit Satteldach, massivem Giebel und Natursteingliederung, Traufseiten mit holzverschaltem Fachwerkobergeschoss, Anlage als Zeugnis ländlicher Architektur und Volksbauweise seiner Zeit baugeschichtlich bedeutend und als Teil des historischen Dorfkerns von Niedergohlis zudem von Belang für die Ortsgeschichte | 09275272 |
| Weitere Bilder | Wohnstallhaus, Scheune, Seitengebäude, Hofeinfahrt und Pforte eines Dreiseithofes                              | Dorfstraße 11 (Karte)       | bez. 1802 (Wohnstallhaus)                                                     | zeittypische verputzte Bauten mit Satteldächern, Seitengebäude mit Kumthalle, Anlage als Zeugnis ländlicher Architektur und Volksbauweise seiner Zeit baugeschichtlich bedeutend und als Teil des historischen Dorfkerns von Niedergohlis zudem von Belang für die Ortsgeschichte                                             | 09275270 |
| Weitere Bilder | Wohnstallhaus, Seitengebäude mit Kumthalle, Scheune sowie Mauer mit Hofeinfahrt und Pforte eines Dreiseithofes | Dorfstraße 12 (Karte)       | bez. 1863 (Wohnstallhaus); bez. 1860 (Scheune); bez. 1861 (Seitengebäude)     | giebelständiges, massives Wohnstallhaus mit Satteldach, zweitorige Scheune, Anlage als Zeugnis ländlicher Architektur und Volksbauweise seiner Zeit baugeschichtlich bedeutend und als Teil des historischen Dorfkerns von Niedergohlis zudem von Belang für die Ortsgeschichte                                               | 09275275 |
| Weitere Bilder | Wohnhaus, Stallgebäude, Hofmauer und Pforte eines Dreiseithofs                                                 | Dorfstraße 16 (Karte)       | 1. Hälfte 19. Jahrhundert (Bauernhaus); 1. Hälfte 19. Jahrhundert (Bauernhof) | Traufseite des Seitengebäudes zur Straße mit sichtbarem Fachwerk, alle anderen Fassaden verputzt, Anlage als Zeugnis ländlicher Architektur und Volksbauweise seiner Zeit baugeschichtlich bedeutend und als Teil des historischen Dorfkerns von Niedergohlis zudem von Belang für die Ortsgeschichte                         | 09275276 |
| Weitere Bilder | Wohnstallhaus mit Hofmauer, Toreinfahrt und Pforte                                                             | Dorfstraße 17 (Karte)       | bez. 1805 (Wohnstallhaus)                                                     | Wohnstallhaus mit Fachwerk im Obergeschoss, teilweise verputzt, zugewandter Giebel mit Krüppelwalm, Anlage als Zeugnis ländlicher Architektur und Volksbauweise seiner Zeit baugeschichtlich bedeutend und als Teil des historischen Dorfkerns von Niedergohlis zudem von Belang für die Ortsgeschichte                       | 09275274 |
| Weitere Bilder | Wohnstallhaus, Scheune, Hofmauer und Toreinfahrt eines Dreiseithofes                                           | Dorfstraße 19 (Karte)       | 1. Hälfte 19. Jahrhundert (Wohnstallhaus)                                     | ortstypisches Haupthaus mit verputzter Fassade, Gebäude mit Satteldächern, Scheune mit mittigem Dachaufsatz, Hof als Zeugnis ländlicher Architektur und Volksbauweise seiner Zeit baugeschichtlich bedeutend und als Teil des historischen Dorfkerns von Niedergohlis zudem von Belang für die Ortsgeschichte                 | 09275277 |
| Weitere Bilder | Einfriedung von Dorfstraße 21 aus Bruchsteinmauer                                                              | Dorfstraße 21 (Karte)       | 19. Jh. (Einfriedung)                                                         | Mauer als Teil des historischen Dorfkerns von Niedergohlis von Belang für die Ortsgeschichte | 09275278 |
| Weitere Bilder | Wohnstallhaus eines Dreiseithofes und Einfriedungsmauer                                                        | Dorfstraße 23 (Karte)       | nach 1800 (Wohnstallhaus)                                                     | giebelständiger, massiver Bau mit Satteldach, Gebäude als Zeugnis ländlicher Architektur und Volksbauweise seiner Zeit baugeschichtlich bedeutend und als Teil des historischen Dorfkerns von Niedergohlis zudem von Belang für die Ortsgeschichte                                                                            | 09275279 |
| Weitere Bilder | Denkmal für die Gefallenen des 1. Weltkrieges                                                                  | Dorfstraße 23 (bei) (Karte) | nach 1918 (Kriegerdenkmal 1. Weltkrieg)                                       | ursprünglich am Feldrand von Dorfstraße 2, umgesetzt an repräsentativen Standort, ortsgeschichtlich von Bedeutung | 09275286 |
| Weitere Bilder | Wohnhaus einer Gärtnerei                                                                                       | Gartenstraße 84 (Karte)     | um 1890 (Wohnhaus)                                                            | Zeugnis für die zahlreichen Gärtnereien, die einen wichtigen Erwerbszweig des Ortes bildeten und der Straße 1907 ihren Namen gaben, zeittypisches Gebäude vom Ende des 19. Jahrhunderts mit Putzfassade und geprägt von Mittelrisalit, baugeschichtlich bedeutend                                                             | 09275194 |
| Weitere Bilder | Scheune | Gartenstraße 88 (Karte)     | bez. 1794 (Wohnhaus)                                                          | Gebäude mit hohem und steilem Satteldach, holzverschalter Giebel, als Zeugnis ländlicher Architektur und Volksbauweise ihrer Zeit baugeschichtlich bedeutend | 09275167 |
| Weitere Bilder | Auszugshaus, Scheune und Toreinfahrt eines Dreiseithofes                                                       | Grenzstraße 13 (Karte)      | um 1850 (Auszugshaus)                                                         | Gebäude verputzt und mit Satteldächern, Auszugshaus mit Fachwerkobergeschoss, Anlage als Zeugnis ländlicher Architektur und Volksbauweise ihrer Zeit baugeschichtlich und als Teil des historischen Dorfkerns von Gohlis für die Ortsgeschichte bedeutend                                                                     | 09275178 |
| Weitere Bilder | Wohnhaus in offener Bebauung und Ecklage                                                                       | Grenzstraße 19 (Karte)      | um 1910 (Wohnhaus)                                                            | zeittypischer Bau der 1910er Jahre mit schlichter Putzfassade, baugeschichtlich und stadtentwicklungsgeschichtlich von Bedeutung | 09275171 |
| Weitere Bilder | Wohnhaus mit Einfriedung in offener Bebauung                                                                   | Schillerstraße 8 (Karte)    | 1890er Jahre (Wohnhaus)                                                       | historisierender Bau vom Ende des 19. Jh. mit Klinkerfassade, baugeschichtlich und stadtentwicklungsgeschichtlich von Bedeutung | 09275169 |
| Weitere Bilder | Wohnhaus in offener Bebauung                                                                                   | Schillerstraße 10 (Karte)   | 1890er Jahre (Wohnhaus)                                                       | historisierender Bau vom Ende des 19. Jh. mit Klinkerfassade, baugeschichtlich und stadtentwicklungsgeschichtlich von Bedeutung | 09275170 |
| Weitere Bilder | Mietshaus in offener Bebauung und Ecklage                                                                      | Schillerstraße 23 (Karte)   | um 1895 (Mietshaus)                                                           | historisierender Bau vom Ende des 19. Jh. mit Klinkerfassade und verputztem Erdgeschoss, Lage durch verbrochene Ecke und Dachaufbau betont, baugeschichtlich und stadtentwicklungsgeschichtlich von Bedeutung | 09275168 |

## Ehemalige Kulturdenkmale
| Bild           | Bezeichnung | Lage                | Datierung | Beschreibung                                                     | ID |
| -------------- | ----------- | ------------------- | --------- | ---------------------------------------------------------------- | -- |
| Weitere Bilder | Bauernhof   | Südstraße 2 (Karte) |           | Bauernhof mit Wohnstallhaus und Scheune, Reste Einfriedungsmauer |    |